# Gampaha
Gampaha (Singhala: ගම්පහ, Tamil: கம்பஹா) ist eine Gemeinde (Municipal Council) in Sri Lanka mit 62.335 Einwohnern (2012). Sie ist die Hauptstadt des Distrikt Gampaha. Gampaha ist nach Negombo auch die zweitgrößte Gemeinde im Distrikt.

## Name
Der Name „Gampaha“ in Sinhala bedeutet wörtlich „Fünf Dörfer“. Die fünf Dörfer sind bekannt als Ihalagama, Pahalagama, Medagama, Pattiyagama und Aluthgama. Der Standort von Pattiyagama kann jedoch derzeit nicht mehr innerhalb der Stadtgrenzen von Gampaha identifiziert werden und bleibt umstritten. Gampaha war früher auch als Henarathgoda bekannt.

## Geschichte
Während der portugiesischen Herrschaft wurde die Hauptroute ins Hügelland durch das Gebiet von Gampaha gelegt und in der Zeit der Niederländer diente dieses Gebiet als Zentrum für die Sammlung von Zimt. Vor dem Jahr 1815 war Gampaha ein dichter Wald. Der 5. Gouverneur von Ceylon, Sir Edward Barnes, besuchte Gampaha im Jahr 1825, auf dem Weg, um die Bauarbeiten an der Hauptstraße von Negombo nach Colombo zu beobachten. Als die Briten 1828 eine Kirche bauten, wurden Gampaha und die umliegenden Gebiete langsam besiedelt.
Als die Verlängerung der Eisenbahnstrecke von Colombo nach Ambepussa, der Henarathgoda-Bahnhof 1866 fertiggestellt wurde, war dies ein Schlüsselfaktor für den Fortschritt und die Anerkennung der Stadt. 1867 wurde im botanischen Garten von Henarathgoda der erste Gummibaum Sri Lankas gepflanzt.
Die Stadt wurde 1920 geplant, mit 52 Straßen, einschließlich der Hauptstraße, einem Wassertank, einem öffentlichen Markt, einem Krankenhaus und einem Stromgenerator. Die meisten davon sind noch an ihrem ursprünglichen Standort vorhanden, mit verschiedenen Verbesserungen im Laufe der Zeit.
Bis 1945 war Gampaha ein Dorf und wurde dann zu einem Urban Council erhoben. Im Jahr 1978 wurde Gampaha durch die Verfassungsreform zum neuen Verwaltungsbezirk erklärt (der zuvor als Teil des Colombo-Distrikts anerkannt war) und das Hauptverwaltungszentrum wurde in Gampaha eingerichtet. Der neue Distriktstatus führte zu einer rasanten Entwicklung der Stadt und zur Gründung neuer Regierungseinrichtungen. Am 16. April 2002 wurde Gampaha zu einem Municipal Council aufgewertet.

## Wirtschaft
Die Wirtschaft von Gampaha hat sich in vielerlei Hinsicht stark erweitert. Als Hauptanbauprodukte werden hier vor allem Reis und Kautschuk angebaut, zusätzlich werden hier Ananas und Betel angebaut. Auch viele Industrien wie Stahlproduktion haben sich in der Gegend etabliert. Auch einige ländliche Gewerbe wie Töpferwaren, Fliesen, handgewebte Textilien und Kokosnussprodukte sind hier zu finden.